# Japonitata litocephala
Japonitata litocephala là một loài bọ cánh cứng trong họ Chrysomelidae. Loài này được Yang & Li miêu tả khoa học năm 1998.